# Eugenio Morales Agacino
Eugenio Morales Agacino (15 de marzo de 1914 – 9 de marzo de 2002) fue un naturalista y entomólogo español, nombrado doctor honoris causa por la Universidad Autónoma de Madrid.
Nacido en Barcelona, estudió Ciencias Naturales en la Universidad Central de Madrid (hoy Universidad Complutense), época en la que comenzó a interesarse por el naturalismo de campo. Realizó sus primeras excursiones científicas junto a entomólogos como Manuel Martínez de la Escalera e Ignacio Bolívar y Urrutia, quien fue su mentor.
En los años 1940 recorrió el noroeste de África para estudiar las migraciones de la langosta del desierto. Estos viajes le reportaron un gran prestigio cuando, en 1945, descubrió por casualidad una colonia de focas monje. La experiencia adquirida en el seguimiento del insecto propició su nombramiento como comisionado por la FAO para la lucha contra la langosta en Centroamérica en los años 1950. Las siguientes décadas colaboró en organismos europeos como el Instituto Nacional de Investigaciones Agrarias (INIA), la Comisión Internacional de Lucha Biológica (CILB) y, más tarde, la Universidad Autónoma de Madrid, que en 1997 le nombraría doctor honoris causa.
Su actuación fue determinante para que el Estado español adquiriera en los años 1960 parte de los terrenos que hoy conforman el parque nacional de Doñana. Fue miembro de la Real Sociedad Española de Historia Natural (RSEHN) y uno de los primeros afiliados de Alianza Popular. Sus abundantes publicaciones dan muestra de la dedicación total a su trabajo, que prolongó más allá de la jubilación.

## Biografía

### Primeros años
Eugenio Morales Agacino nació en Barcelona en 1914 pero cambió varias veces de domicilio a causa de la profesión de su padre, médico de la Armada. Tras vivir en Las Palmas de Gran Canaria, Larache (Marruecos español), de nuevo Barcelona, Cartagena y Vigo, la familia se instaló en Madrid en 1925. Aquí obtuvo el Título de Bachiller Elemental y en Barcelona el de Bachiller Universitario, Sección Ciencias. Comenzó los estudios de Medicina en 1930, pero al cabo de un año fue el profesor Ignacio Bolívar y Urrutia, por entonces Director del Museo de Ciencias Naturales de Madrid, quien le animó en persona a dedicarse a las Ciencias Naturales y convenció a su padre para que así fuera:

Mire, señor Morales, yo soy abuelo y tengo un nieto que va a estudiar esa misma carrera. Ya sabe usted muy bien lo que un nieto representa para su abuelo. Pues bien, sobre este particular, prefiero más a su hijo que a mi nieto.
Ignacio Bolívar y Urrutia

### La Universidad y las primeras expediciones (años 1930)
En el verano de 1931, antes de comenzar los nuevos estudios, llevó a cabo su primer trabajo de campo, en el que conoció al entomólogo Manuel Martínez de la Escalera. A finales de año fue admitido como socio en la Real Sociedad Española de Historia Natural (RSEHN), primera de las numerosas organizaciones naturalistas en las que se involucraría. Las siguientes expediciones científicas no se hicieron esperar. En el verano de 1932 visitó la estación biológica de El Ventorrillo (Cercedilla, Madrid) en compañía de Martínez de la Escalera, seguido de un viaje a Marruecos junto a Fernando Martínez de la Escalera y Goróstegui, hijo del anterior, planeado inicialmente para recoger muestras entomológicas y cuyos resultados más amplios recogieron en el boletín Datos y observaciones sobre algunos mamíferos marroquíes de la RSEHN. En noviembre de 1933 asistió a un curso en la estación de biología marina de Marín (Pontevedra) y en julio de 1934 visitó el Valle de Ordesa (Huesca) junto a Cándido Bolívar.
Su primer contacto con científicos extranjeros tuvo lugar durante el VI Congreso Internacional de Entomología, organizado por Ignacio Bolívar y celebrado en Madrid en septiembre de 1935. Morales trabajó intensamente en la preparación del mismo y tuvo ocasión de conocer a los más ilustres entomólogos de la época, entre ellos Boris P. Uvarov, Lucien Chopard, Malcolm Burr, F. S. Bodenheimer y C. Willemse. En el congreso se alternaron, como era habitual, conferencias con sesiones de campo.
El año siguiente fue nombrado miembro de la expedición al Amazonas que preparaba el capitán Iglesias. Sin embargo este viaje no llegó a efectuarse, por lo que Morales empleó el dinero que le habían asignado en comprar, entre otras cosas, una cámara Leica que le serviría más adelante para fotografiar a la foca monje.
Con el estallido de la Guerra Civil se alistó en el bando republicano, pero su devoción era mayor hacia los insectos que hacia la causa militar. Entre 1938 y 1939 pasó unos meses encarcelado por razones que él mismo decía desconocer, por lo que al poco de salir la guerra había terminado.

### Las expediciones científicas (años 1940)

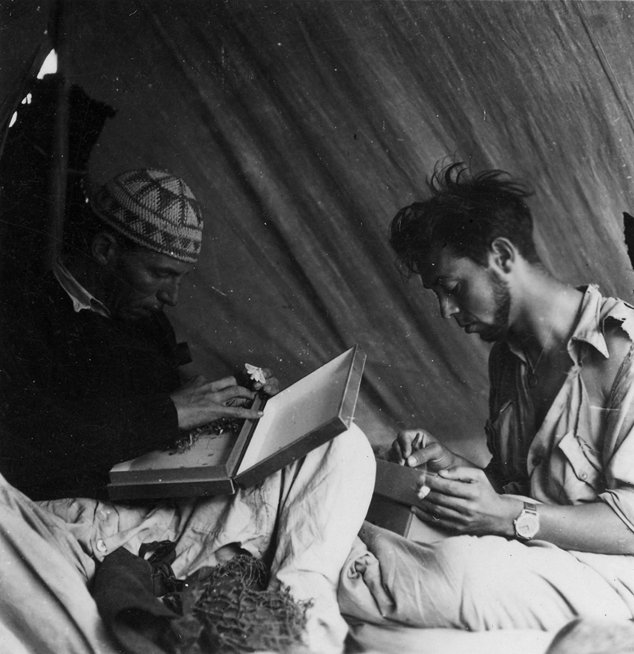
Morales con un ayudante en Tifariti, Sáhara Occidental, durante una expedición de seguimiento de la langosta del desierto (mayo de 1942).

Después de unos meses en San Sebastián y otros pocos en Barcelona, volvió a Madrid a comienzos de 1940, donde intentó sin éxito examinarse de las últimas asignaturas pendientes. En 1941 se trasladó a Almería para trabajar en la estación de fitopatología y, seguidamente, realizó su segunda expedición por el protectorado español de Marruecos junto al entomólogo alemán Werner Marten. En octubre del mismo año fue enviado por primera vez al Sahara español en misión de seguimiento de la langosta, región que volvió a visitar en febrero y en octubre de 1942 con el mismo objetivo. En esta última siguieron el curso bajo de Saguia el Hamra, pasando por Villa Cisneros y terminando en La Güera el 23 de mayo de 1943. A comienzos de 1944 estaba de nuevo en Marruecos para asistir a una conferencia sobre la langosta.

#### El descubrimiento de la foca monje (1945)

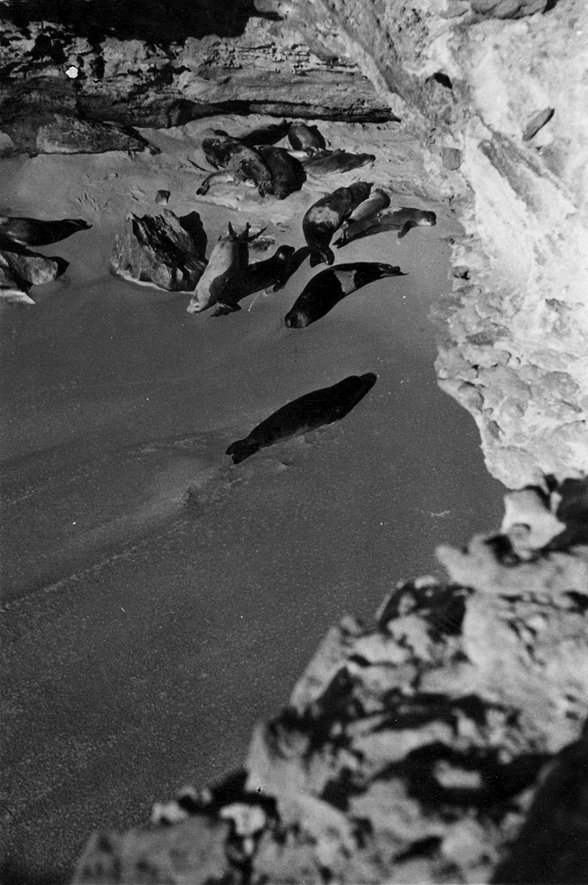
Una de las primeras fotografías de la foca monje de Cabo Blanco, tomada el 26 de diciembre de 1945 con una cámara Leica.

Desde Barcelona viajó en 1945 hasta Las Palmas de Gran Canaria para comenzar una expedición similar desde Villa Cisneros. Durante las navidades recorrieron el territorio hacia el sur hasta que, el 26 de diciembre de 1945, Morales descubrió por casualidad una colonia de focas monje en una zona costera de la Península de Cabo Blanco, muy cerca de Mauritania, especie que se encuentra actualmente en peligro de extinción. Tomó unas fotografías y recogió sus observaciones en un artículo publicado en 1950 en la revista Mammalia.

### El trabajo en América (años 1950)

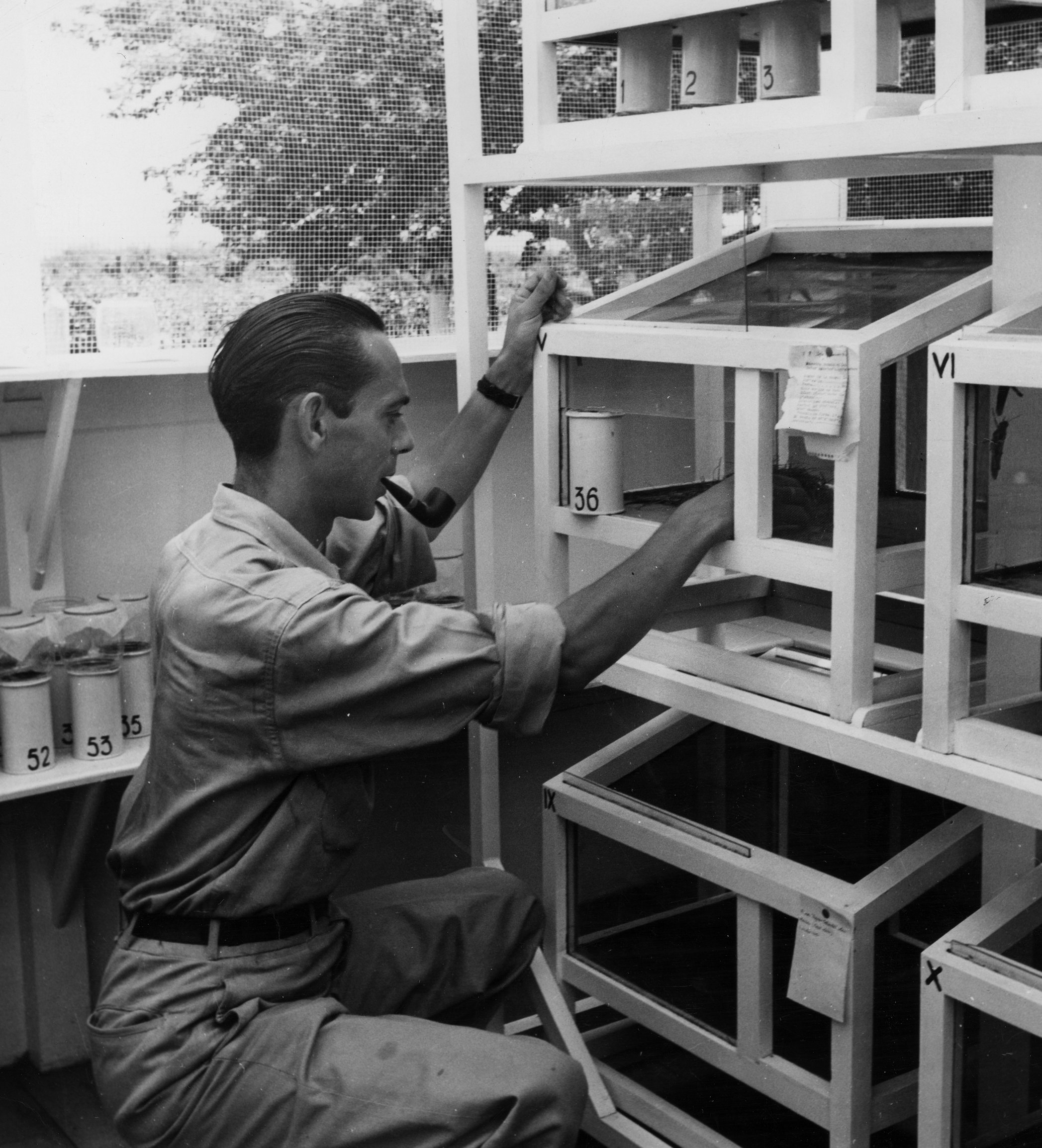
Morales en el insectario del CICLA en Managua (agosto de 1951).

En enero de 1948 aprobó por fin la última asignatura de la carrera y al poco tiempo conoció a Amalia de Oñate y Fernández de Gamboa, con quien contrajo matrimonio el 26 de noviembre. Las conferencias sobre la langosta del desierto que organizó la FAO en Beirut en 1949 abrieron la puerta a su contratación como comisionado de este mismo organismo en Centroamérica para estudiar las plagas de langosta. En 1951 voló hasta Managua (Nicaragua), donde comenzó su trabajo en el insectario que el CICLA, organismo encargado de dicho trabajo, había dispuesto allí. Durante ese tiempo visitó Costa Rica, Nicaragua, México, El Salvador, Honduras y Panamá por motivos de trabajo y también para ver a algunos amigos exiliados.

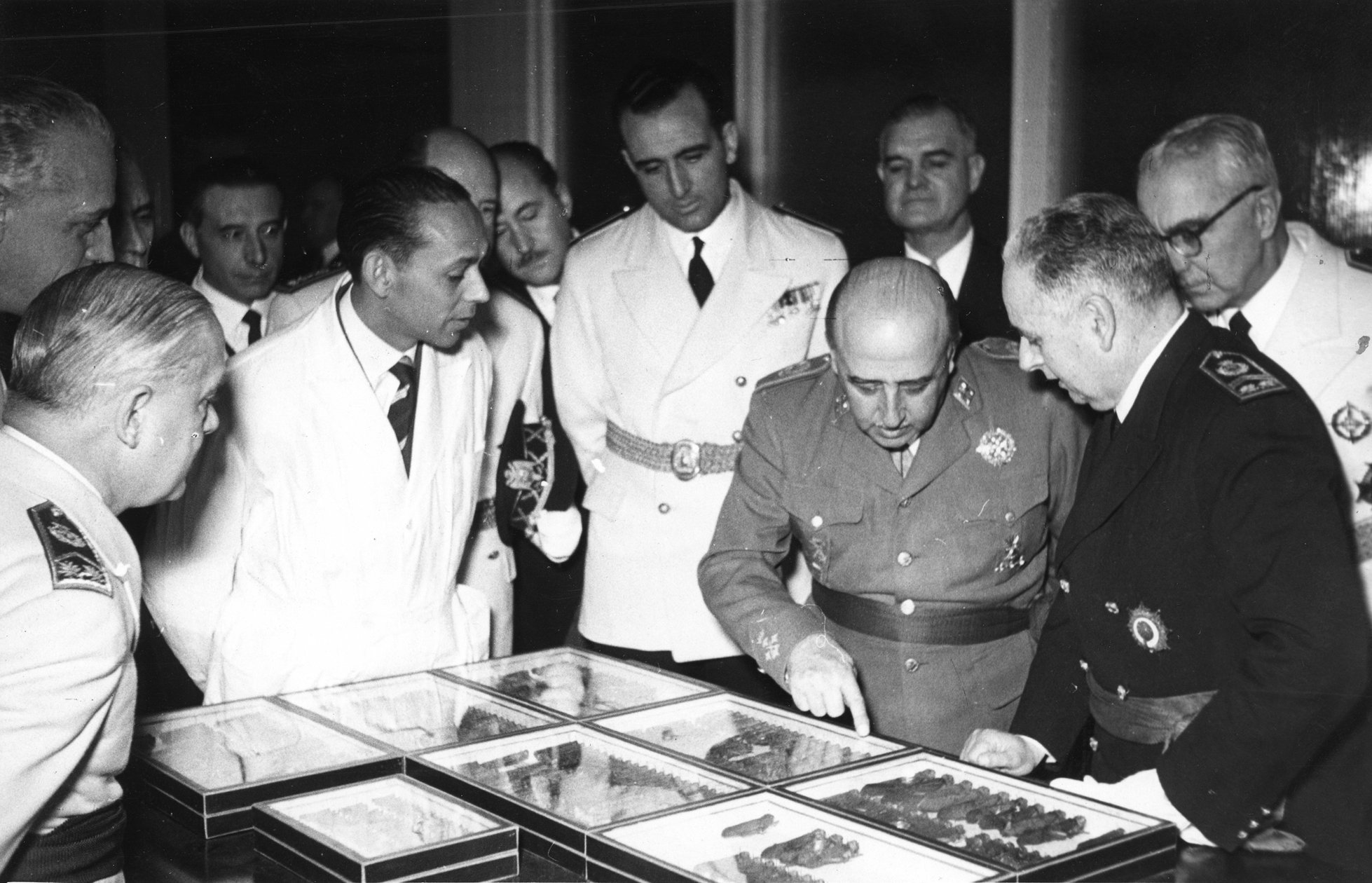
Morales (centro-izquierda) asiste a la inauguración por Francisco Franco de las nuevas instalaciones del INIA en Puerta de Hierro, Madrid (12 de marzo de 1954).

Las vacaciones de Navidad le permitieron visitar a su familia en Madrid, quienes habían aceptado estoicamente la ausencia prolongada de su padre. Tras unas visitas fugaces por Europa volvió a Managua en marzo de 1952, pero fue mordido por una serpiente venenosa en Honduras. Hasta agosto de 1955, fecha en que renunció a su trabajo en el CICLA, continuó su trabajo en el insectario y los países circundantes, asistiendo entre tanto a la inauguración por Francisco Franco de las nuevas instalaciones madrileñas del INIA en Puerta de Hierro, el 12 de marzo de 1954.

### De vuelta a Europa (años 1960)
Ya en España continuó colaborando con el Instituto Nacional de Investigaciones Agrarias (INIA) y el Instituto Español de Entomología (IEE), que años después le nombraría secretario. En abril de 1956 asistió en Londres a una reunión de la FAO sobre la langosta, y en 1958 ingresó en la Commission Internationale de Lutte Biologique (CILB), donde trabajaría muy a fondo los años sucesivos. Por aquel entonces recibió dos condecoraciones: la Encomienda de la Orden del Mérito Civil (1958) y la Encomienda con Placa de la Orden de África (1960). En este año de 1960 asistió al XI Congreso Internacional de Entomología en Viena, donde volvió a encontrarse con Chopard y Willemse. En 1961 sus amigos José Antonio Valverde y Francisco Bernis realizaban gestiones sobre los terrenos que tiempo después conformarían el parque nacional de Doñana. La actuación de Morales fue decisiva para que el Estado adquiriese parte de los mismos, especialmente gracias a una comida que su mujer preparó, según cita en sus memorias:

Ya ves cómo rebaja los precios una buena sobremesa. Es posible que la merluza de Lala [Amalia de Oñate] nos valiera un millón.
José Antonio Valverde

Los siguientes años cambió el campo por las salas de conferencia. Asistió a diversas reuniones: Asamblea General de la CILB en Túnez en marzo-abril de 1962, seminario sobre los Defoliadores Forestales Mediterráneos en Cerdeña en octubre de 1963, sesiones del Comité de la FAO para la lucha contra la langosta en Roma en el verano de 1964, y el 15 de marzo de 1965 recibió en Nápoles la medalla de la Fundazione Filippo Silvestri en agradecimiento a sus trabajos, época en la cual empezó a colaborar con el CSIC.
En 1967 comenzó su labor en Irán como enviado de la FAO, donde por un año estudiaría las plagas agrícolas. Como el propio Morales reconocería en Valsaín en 1989, «los que han mandado [...] han sido los de Coleoptera o los de Lepidoptera, que han tenido grandes plagas, y nadie se ha acordado nunca de las plagas que causaban los ortópteros; pero desgraciadamente o afortunadamente estaba la langosta». En marzo de 1970 regresó al Sahara para nuevas prospecciones, renunciando poco después a su labor docente en la Escuela de Ingenieros de Montes de Madrid e incorporándose el año siguiente al Departamento de Protección de la Naturaleza y del Medio Ambiente del INIA en calidad de jefe, que más adelante cambiaría por el Departamento de Protección Vegetal. En abril de 1972 recibió su tercera condecoración: la Encomienda Ordinaria del Mérito Agrícola. Entre 1973 y 1975 asistió a conferencias en Estrasburgo, París y Moscú entre otras, pasando en 1975 a colaborar con el Icona.

### Colaboración con la UAM (1976) y jubilación

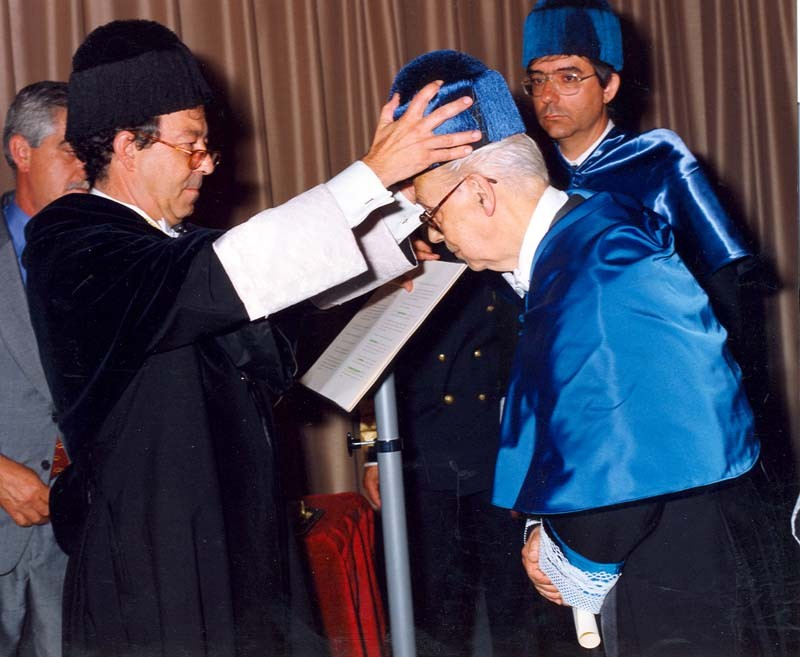
El rector de la UAM Raúl Villar coloca el birrete a Morales durante su investidura como doctor honoris causa (1998).

En 1976 el genético Jaime Gosálvez de la UAM se puso en contacto con él, empezando así una fructífera relación entre Morales y la Universidad. Como colofón a su carrera científica, el 5 de enero de 1983 fue condecorado con la Encomienda de Número de la Orden Civil Agrícola, obteniendo la jubilación a finales de año.
Lejos de retirarse de toda actividad científica continuó trabajando, en la misma medida pero sin la presión de horarios, para el INIA, el servicio de Plagas, el Icona y el Departamento de Biología de la UAM, para el que impartió clases de doctorado a finales de los 1980. Siguió asistiendo también a conferencias en la UAM, Siena, Pavía, El Cairo y Valsaín (Segovia), donde volvió a encontrarse con viejos amigos.
En 1994 participó en la fundación de la asociación Isifer, nombre que los saharauis daban a la foca monje, dedicada a la preservación de dicha especie. El mismo año asistió al VI Congreso Ibérico de Entomología y recibió un diploma honorífico de la RSEHN. En 1995 comenzaron los trámites para su nombramiento como doctor honoris causa por la UAM, que no terminaron hasta que personalidades de todo el mundo confirmaron a la universidad la valía de Morales como científico. El acto se celebró el 5 de junio de 1998 en el salón de actos de la Facultad de Biología, en el que también fueron investidos la bióloga Lynn Margulis y el físico Peter David Townsend. Durante la Laudatio del profesor José Luis Viejo, futuro presidente de la RSEHN, este destacó la cualidad de «gran observador» de Morales y su condición de «valiosísimo nexo entre la época de oro de las Ciencias Naturales en España [...] y el resurgimiento científico acaecido en los últimos años».
La insistencia de Morales en que la teoría científica debía complementarse con la práctica quedó patente no solo con su ejemplo sino también con su discurso de investidura:

Ánimo pues y acudid al campo, esté lejos o cerca, que es así cómo se complementa cuanto de formativo os dio el laboratorio.
Eugenio Morales Agacino

Su ánimo decayó tras la muerte de su esposa en 1998. Falleció en Madrid el 9 de marzo de 2002.

## Aportaciones científicas

### Trabajos

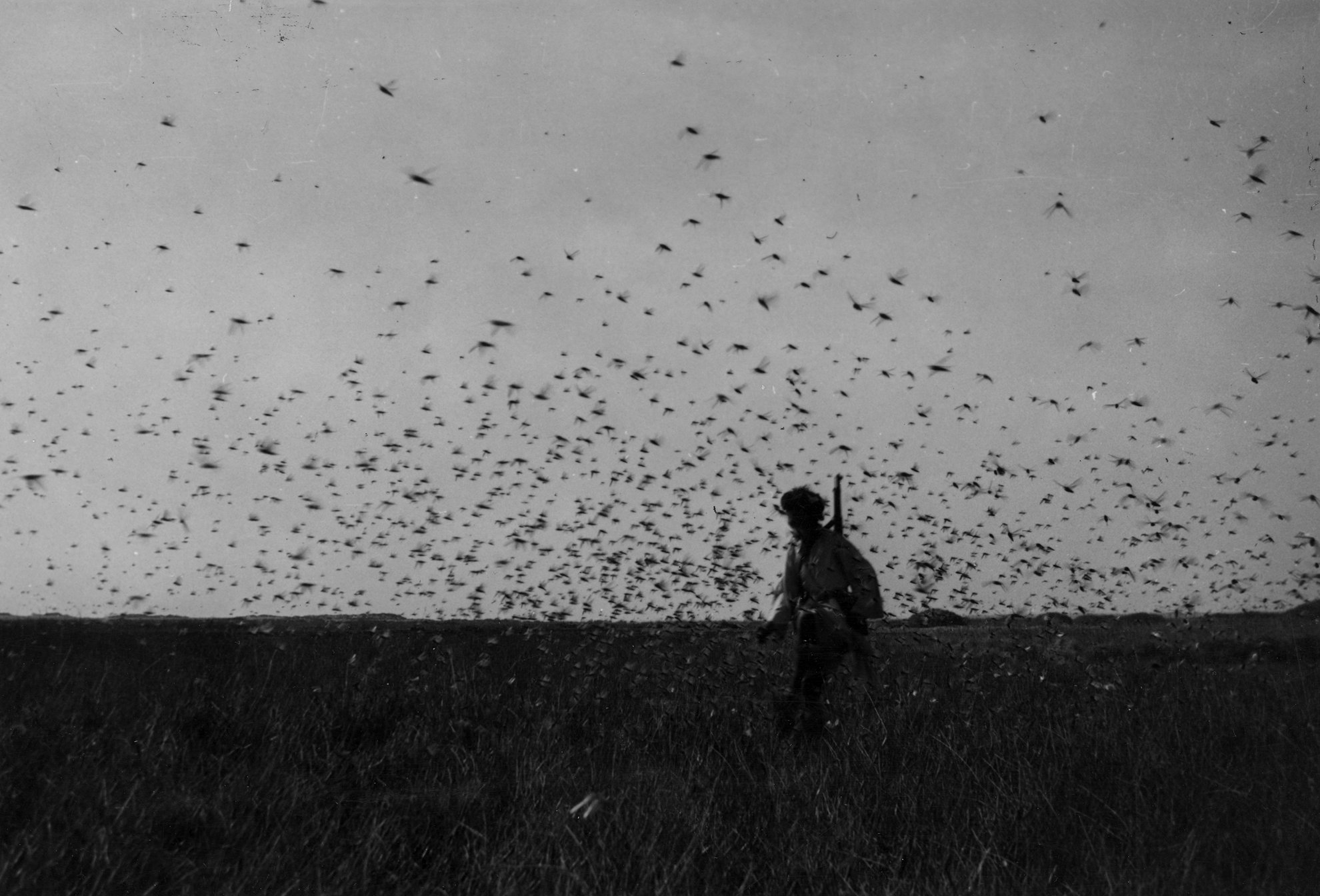
Nube de langostas sobre una formación de juncos marinos en la sebja de Imililik, Sáhara Occidental, abril de 1944.

Los trabajos de Morales estuvieron enfocados en tres direcciones: taxonomía de mamíferos, morfología de ortópteros y plagas de langosta. Publicó 128 artículos como autor o coautor, describió 7 taxones de mamíferos, 53 taxones de insectos ortópteros y le fueron dedicados 20 taxones, todos ellos de insectos. Entre los taxones descritos se encuentran una especie de musaraña nombrada Crocidura foucauldi y hallada en Isaguén, y una subespecie nueva de gacela, Gazella dama lozanoi, homenajeada en un documental del CSIC de 2005. Sobre las gacelas, Morales escribió en un boletín de la RSEHN de 1949:

Las gacelas no fogueadas presentan un comportamiento, ante la aparición de un coche, verdaderamente insospechado; son de una ingenuidad venatoria que maravilla. Lo ven llegar, observan cómo se para, miran a los hombres cómo cargan sus armas, oyen silbar las balas, escuchan las detonaciones de los disparos y nada, tan inmóviles como al principio. Cae una de ellas, y continúan impasibles con las orejas en expectación.
Eugenio Morales Agacino

Apoyado por el trabajo de Boris P. Uvarov, realizó un seguimiento exhaustivo de las plagas de langosta del desierto en el noroeste africano. Insistió especialmente en la toma de medidas preventivas como el riego en las zonas de sequía o los insecticidas, achacando el problema de su ejecución a la falta de equipos.

### Legado
Morales ha sido considerado uno de españoles pioneros de los estudios de biogeografía y de conservación del medio natural, y uno de los más eminentes entomólogos vivos a fecha de su investidura. Sin embargo, lo que más fama le reportó fue a la postre el hallazgo fortuito de una colonia de focas monje en una zona costera de la Península de Cabo Blanco llamada Las Cuevecillas, cerca de La Güera (Sáhara Occidental), el 26 de diciembre de 1945. Tras el reconocimiento de la comunidad científica le fue dedicado este lugar geográfico con el nombre de Cueva Morales, con coordenadas 21°02′57″N 17°08′59″O / 21.04917, -17.14972.
También al margen de su dedicación entomológica se encuentra el descubrimiento de tres estaciones de pinturas rupestres en la parte alta de Saguia el Hamra (Sáhara Occidental), documentado en la revista Mauritania (1942).
La familia de Morales donó su biblioteca personal a la biblioteca y Archivo de la UAM y la colección se depositó en la biblioteca de Ciencias, entidad que elaboró una exposición en noviembre de 2007.